# Рафаель Леонардо Кальєхас
Рафаель Леонардо Кальєхас Ромеро (14 листопада 1943 , Тегусігальпа  — 4 квітня 2020 , Атланта, Джорджія ) — колишній президент Гондурасу в 1990—1994 роках.

## Ранні роки
Народився в місті Тегусігальпа. Вивчав сільське господарство та економіку в Університеті штату Міссісіпі, здобувши ступінь спеціаліста економіки та фінансів у галузі сільського господарства. 1965 року став бакалавром, а наступного року — кандидатом наук. 1990 року Кальєхас отримав звання випускника року в рідному університеті та зустрівся з віце-президентом США Деном Квейлом.

## Кар'єра
З 1967 до 1971 року Кальєхас працював у Раді з економічного планування (CONSUPLANE). 1968 став директором економічного планування в адміністрації президента Освальдо Лопеса. 1975 року інший генерал та президент, Хуан Альберто Мельгар Кастро, призначив Кальєхаса на посаду міністра сільського господарства та природних ресурсів. Коли Полікарпо Пас Гарсія здійснив переворот 1978 року, Кальєхас зберіг свою посаду. Під час переходу до демократії, що завершився виборами в листопаді 1981 року, які виграв представник Ліберальної партії Роберто Суасо Кордова, рівень впливу Кордови в Національній партії значно виріс. 1982 року він очолив її центральний комітет. 1985 року Кальєхас створив власну фракцію в партії для просування своєї кандидатури на президентських виборах. Проте ті вибори виграв Хосе Аскона дель Гойо.
Кальєхас був чинним президентом Національної автономної федерації футболу Гондурасу, коли національна збірна потрапила до фінальної частини чемпіонату світу 2010 року.

## Президент
Переміг на виборах 1989 року. Це стало першим випадком мирної передачі влади від однієї партії до іншої з 1932 року.
У спадщину він отримав значні економічні проблеми. У зв'язку з цим він звернувся до МВФ, а позику вирішив повертати шляхом скорочення бюджетних видатків. Це призвело до масових звільнень державних службовців та знецінення лемпіри. На той час Гондурас уже був однією з найбідніших країн західної півкулі
Коли Кальєхас обійняв посаду, запасів бензину не існувало, а на автозаправних станціях вистроювались величезні черги автомобілів. Це призвело до численних страйків і заворушень. Натомість уряд Кальєхаса проводив успішні перемовини зі Сполученими Штатами щодо списання 430 мільйонів доларів боргу.
Він очолював ліберальний реформаторський уряд, відкрив економіку країни для місцевих та закордонних інвестицій, що дало позитивний результат: упродовж перших трьох років його президентства спостерігалось зростання економічних показників. Втім під час четвертого року його адміністрації фінансова недисциплінованість призвела до необхідності запроваджувати нові фінансові заходи. Рівень бідності скоротився на 8 %. Пріоритетним був розвиток інфраструктури Гондурасу: так за часів його правління було збудовано нову автотрасу, що має довжину понад 90 км та чотири смуги руху.
Його уряд також мав деякі досягнення в соціальній галузі: створення програми допомоги родинам, а також Фонду соціальних інвестицій. Було отримано дозвіл на повернення до країни осіб, які були змушені виїхати за кордон за часів попередніх військових урядів. Після напружених перемовин з Нікарагуа у квітні 1990 року країну залишили нікарагуанські контрреволюціоненри.

## Звинувачення
Під час перебування на посаді президента Кальєхаса було звинувачено в корупції за сімома пунктами, в тому числі у видачі паспортів азійським громадянам, фальсифікації державних документів, зловживанні службовим становищем тощо. Втім 2005 року Верховний суд Гондурасу визнав його невинним за всіма пунктами звинувачень.